# Новоолександрівка (Старобільський район)
Новоолекса́ндрівка — село в Україні, у  Біловодській селищній громаді Старобільського району Луганської області. Населення становить 1128 осіб. До 2017 року орган місцевого самоврядування — Новоолександрівська сільська рада.

## Історія
Населений пункт засновано 1823 року у зв'язку із створенням державного кінного заводу.
Село постраждало внаслідок геноциду українського народу, вчиненого урядом СРСР у 1932—1933 роках, кількість встановлених жертв — 48 людей.
Наприкінці 1960-х років у селі діяли середня школи, бібліотека, клуб.

## Населення
За даними перепису 2001 року населення села становило 1128 осіб, з них 36,88 % зазначили рідною мову українську, 62,77 % — російську, а 0,35 % — іншу.

## Відомі уродженці
- Кемарська Марія Семенівна — заслужений зоотехнік УРСР. Одна із засновників породи коней: руський ваговоз новоолександрівського типу.

## Господарство
У населеному пункті діє новоолександрівський кінний завод № 64.

## Також
- Перелік населених пунктів, що постраждали від Голодомору 1932-1933, Луганська область